# Florin Piersic

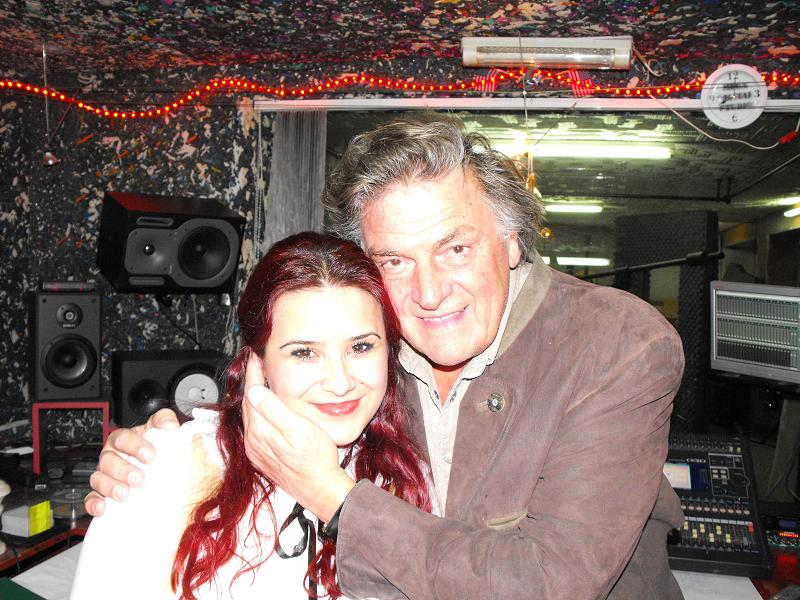
Die Volksmusikerin Ramona Fabian & Florin Piersic

Florin Piersic (* 27. Januar 1936 in Cluj) ist ein rumänischer Schauspieler.

## Leben
Piersic wurde in Cluj als Sohn eines bukowinischen Tierarztes geboren. Er besuchte die Bukarester Theater- und Filmhochschule (Institutul de Artă Teatrală și Cinematografică „I.L. Caragiale“). Piersic spielte vor allem in aktionsbetonten Filmen, die oftmals als Serienfilme angelegt waren, abenteuerlustige, aber auch romantische Helden. Besonders bekannt sind mittelalterliche Schlachtengemälde wie „Mihai Viteazul“ oder die Abenteuer der „Gelben Rose“.
Zu Beginn der 1960er Jahre heiratete Piersic die Schauspielerin Tatiana Iekel, aus der Ehe ging der Sohn, Florin Piersic Jr. hervor, der ebenfalls Schauspieler und Autor ist. Seine zweite Frau, Anna Széles, ebenfalls Kollegin, zog 1985 mit dem gemeinsamen Sohn Daniel nach Ungarn und ließ sich scheiden. 1993 heiratete er nach schon siebenjähriger Beziehung erneut, wiederum eine Kollegin, Anna Török.

## Filmografie (Auswahl)
- 1958: Die Disteln des Bărăgan (Ciulinii Bărăganului)
- 1965: Das Geschlecht der Falken (Neamul șoimăreștilor)
- 1965: Der weiße Mohr (De-aș fi Harap Alb)
- 1966: Sieben Männer und eine Frau (Sept hommes et une garce)
- 1968: Wolkenlose Ferien (Bolondos vakáció)
- 1968: Der Tyrann (Columna)
- 1968: Kampf um Rom (2 Teile)
- 1969: Befreiung (Osvobozhdenie)
- 1970: Kampf der Könige (Mihai Viteazul)
- 1971: Heiduckenabenteuer – Der Kopfpreis (Haiducii lui Saptecai)
- 1971: Heiduckenabenteuer – Die Jagd nach dem Brautschatz (Zestrea domnitei Ralu)
- 1972: Heiduckenabenteuer – Musketen für Hauptmann Tudor (Sãptãmîna nebunilor)
- 1973: Abenteuer im Zeichen des weißen Pferdes (Frații Jderi)
- 1973: Explosion (Explozia)
- 1974: Türkenschlacht im Nebel (Ștefan cel Mare – Vaslui 1475)
- 1976: Des Teufels verlorene Söhne (Cuibul salamandrelor)
- 1977: Wiederfinden (Regăsirea)
- 1978: Ich, Du und Ovid (Eu, tu, și… Ovidiu)
- 1980: Der weite Ritt der Gelben Rose (Drumul oaselor)
- 1981: Die Gelbe Rose lebt gefährlich (Trandafirul galben)
- 1983: Die Gelbe Rose und das Geheimnis von Bukarest (Misterele Bucureștilor)
- 1985: Die Silbermaske (Masca de argint)
- 1985: Die Türkiskette (Colerul de turcoaze)